# Johan Erik Taklax
Johan Erik Taklax, född 1856 i Petalax Nyby, död 1948, var en storspelman från Taklax by i Korsnäs kommun söder om Vasa i Finland.  Namnkunnig spelman som var oerhört mångsidig i sin repertoar. I den ingick traditionell bröllopsmusik såsom brudmarscher, måltidsmusik och bröllopsdanser, men även vanliga folkdanser som menuett, polska, vals, engelska danser, hamburgska och olika typer av pardans. Hans musikaliska färdighet framkommer i de fonografinspelningar som folklivsforskaren Alfhild Forslin (1904-1991) gjorde i Korsnäs sommaren 1930.
Han var inte ensam i sin släkt om att ha musikaliska talanger, utan även brodern Isak Vesterback (1850-1908) titulerade sig som spelman vid sidan av att vara bonde och den senares dotter Aina Vesterkärr (f. 1902) i Petalax var en riktig spelman. Hon började spela vid fjorton års ålder och utförde ibland dansmusik på ungdomslokalen i Petalax. Aina Vesterkärr sade sig ämna deltaga i en spelmanstävling i Pörtom 1922.
När sång- och musikfesten 1907 anordnades i Helsingfors förlade Föreningen Brage sin vårfest till samma tid och inbjöd fiolspelmännen till en spelmanstävlan.  Femtiosex spelmän från hela svenskspråkiga Finland hörsammade kallelsen. En av dessa var Johan Erik Taklax från Korsnäs i Sydösterbotten. Han vann ingen medalj, men tilldelades extra pris på 10 mark.  Han var aktiv in i det sista. Ännu sommaren 1926 hade han deltagit i Svenska folkskolans vänners sista allmänna sång- och musikfest i Åbo, där man hade en spelmansstämma.
Taklax' låtar uppvisar en stor originalitet, både i melodi och tonalitet.  Låtarna växlar ofta mellan tonarter på ett sätt som man sällan ser hos andra spelmän.  Låtarna har ofta ovanliga antal takter i repriserna vilka dessutom kan ha överraskande slut.  På fonografinspelningarna hör man att han ibland avslutade låtarna med en egen "signaturmelodi", som inte dokumenterats i nedteckningarna.  Denna originalitet har säkerligen bidragit till att hans musik under senare år spelats av många framstående folkmusiker både från Finland och Sverige.  Några exempel på sådana är:
- Maria Kalaniemi och Sven Ahlbäck
- Tallari
- Tapani Varis
- Arto Järvelä
- Alicia Björnsdotter och Emma Reid

Några av hans låtar har också använts av den finske kompositören Pehr Henrik Nordgren i det folkmusikinspirerade verket Pelimannimuotokuvia (1974 - 76).
Hans repertoar finns dokumenterad i Finlands svenska folkdiktning VI A del 1-3.